# Oliver Stone

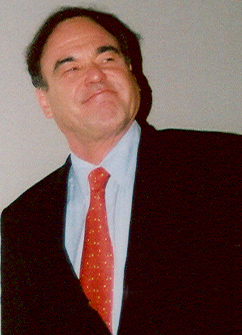
Oliver Stone (2004)

William Oliver Stone (ur. 15 września 1946 w Nowym Jorku) – amerykański reżyser filmowy, scenarzysta i producent. Był jedenastokrotnie nominowany do Oscara, jako scenarzysta, producent i reżyser. Zdobył trzy Oscary, za scenariusz do filmu Midnight Express (1978) oraz reżyserię Plutonu (1986) i Urodzonego 4 lipca (1989). Otrzymał dwa wyróżnienia Gildii Amerykańskich Reżyserów (Directors Guild of America Awards) za Pluton (1986) i Urodzonego 4 lipca (1989), oraz został uhonorowany przez Gildię Amerykańskich Scenarzystów (Writers Guild of America Award) za Midnight Express (1978). Ma też na koncie trzy Złote Globy za reżyserię (Pluton, Urodzony 4 lipca i JFK) oraz scenariusz (Midnight Express). W 1996 został uznany za najlepszego reżysera przez Krytyków Filmowych z Chicago za film Nixon (1995). Był także wyróżniony przez rząd francuski w 1992 orderem, Chevalier dans les Ordres d’Arte et Lettres.
Znany ze swoich lewicowych poglądów i krytycznego spojrzenia na Stany Zjednoczone drugiej połowy XX wieku. Wyreżyserował filmy: Seizure (1973), The Hand (1981), Salwador (1986), Pluton (1986), Wall Street (1987), Talk Radio (1988), Urodzony 4 lipca (1989), The Doors (1991), JFK (1991), Pomiędzy niebem a Ziemią (1993), Urodzeni mordercy (1994), Nixon (1995) i Droga przez piekło (1997). W wielu przypadkach był koproducentem filmów, które reżyserował.

## Życiorys

### Wczesne lata
Urodził się w Nowym Jorku jako syn Francuzki, Jacqueline (z domu Goddet) i Żyda, Louisa Stone’a, maklera papierów wartościowych. Uczęszczał do nowojorskiej szkoły średniej Trinity School. W 1962, gdy miał 16 lat, jego rodzice rozwiedli się nagle. Matka Stone’a była często nieobecna, a jego ojciec miał duży wpływ na jego życie; Z tego powodu relacje ojciec-syn miały się mocno pojawić w filmach Stone’a. W 1964 ukończył The Hill School w Pottstown, w Pensylwanii. Studiował na Uniwersytecie Yale, jednak w czerwcu 1965 porzucił studia i przez sześć miesięcy uczył języka angielskiego uczniów szkół średnich w Sajgonie we Free Pacific Institute w Wietnamie Południowym. Pracował też jako taksówkarz i rybak.
W kwietniu 1967 Stone zaciągnął się do United States Army i jako ochotnik walczył podczas wojny wietnamskiej. Od 16 września 1967 do kwietnia 1968 służył w Wietnamie z 2 plutonem, kompanią B, 3 batalionem 25 Dywizja Piechoty i był dwukrotnie ranny w akcji. Został odznaczony Brązowym Orderem za Odwagę. Po powrocie do domu, w 1971 ukończył przerwane studia i otrzymał licencjat sztuk pięknych w Szkole Filmowej na Uniwersytecie Nowojorskim, gdzie jego profesorem był m.in. Martin Scorsese.

### Kariera
W 1973 wyreżyserował swój pierwszy film, kanadyjsko-amerykański horror Seizure z Martine Beswick, Hervé Villechaize i Troyem Donahue nie zdobył przychylności ani krytyków ani widzów. W 1979 otrzymał Oscara za najlepszy scenariusz adaptowany do biograficznego dramatu kryminalnego Alana Parkera Midnight Express (1978) z Bradem Davisem. Kiedy nazwisko Stone’a stało się sławne, udało mu się zebrać fundusze, które pozwoliły mu w 1981 wyreżyserować psychologiczny horror Ręka (The Hand) z Michaelem Caine’em i Andreą Marcovicci w roli głównej.
Swoim filmem JFK (1991) z Kevinem Costnerem w roli Jima Garrisona w oparciu o książki Jima Marrsa Crossfire: The Plot That Killed Kennedy oraz Jima Garrisona On the Trail of the Assasins, rozbudził na nowo debatę na temat zamachu na prezydenta Kennedy’ego. Przychylnie przyjęty przez krytyków i publiczność, JFK okazał się nie tylko sukcesem kasowym, bo był nominowany w ośmiu kategoriach do Oscara, ostatecznie uhonorowany dwiema (najlepsze zdjęcia Roberta Richardsona i najlepszy montaż Joego Hutshinga i Pietra Scalii). W roli Mariny Oswald, żony Gary’ego Oldmana wystąpiła Polka, Beata Poźniak. Kontrowersje, jakie wywołała premiera filmu, spowodowały, że w amerykańskim Kongresie przyjęta została Ustawa podpisana przez ówczesnego prezydenta George’a Busha. Na tej podstawie postanowiono ujawnić miliony stron niepublikowanych dotąd materiałów rządowych dotyczących zabójstwa Kennedy’ego, które zgodnie z rozporządzeniem sprzed kilkunastu lat jeszcze przez długi czas miały pozostać nienaruszone w tajnych archiwach – był to pierwszy raz, kiedy rząd ustanowił nowe prawo po reakcji, jaką wywołał film fabularny.
Kolejny film polityczny wyreżyserowany przez Stone’a Nixon (1995) z Anthonym Hopkinsem jako prezydentem Stanów Zjednoczonych Richardem Nixonem, zdobył cztery nominacje do Oscara, za aktorstwo w dwóch kategoriach: najlepszy aktor – Anthony Hopkins i najlepsza aktorka drugoplanowa – Joan Allen, oryginalny scenariusz, i ścieżkę dźwiękową – najlepsza muzyka w dramacie – John Williams, a także rzesze zwolenników pośród wymagających krytyków, dzięki wyjątkowo dokładnie nakreślonemu i zrównoważonemu portretowi Nixona.
Stone brał też udział w wielu produkcjach realizowanych dla telewizji; miniserial ABC Dzikie palmy (Wild Palms (1993) z Nickiem Mancuso, Bebe Neuwirth, Jamesem Belushim, Kim Cattrall, Robertem Loggią i Angie Dickinson, film HBO Świadek oskarżenia (Indictment: The McMartin Trial, 1995) w reżyserii Micka Jacksona z Jamesem Woodsem, który przyniósł mu statuetkę Emmy za najlepszy film zrealizowany dla telewizji, oraz dokument The Last Days of Kennedy and King (1998; nominacja do Primetime Emmy Award za wybitne osiągnięcie w tworzeniu programów dokumentalnych – montaż obrazu).
Często występuje z wykładami na Uniwersytetach w USA i uczestniczy w konwersatoriach ze studentami. Jego praca zaowocowała ponad 200-stronnicowym wydaniem esejów na temat filmów, kultury, polityki i historii, które znajdą się w książce Oliver Stone’s USA: Film, History and Controversy (wyd. University Press of Kansas), gdzie znajdą się też prace autorstwa Arthura Schlesingera Jr., Davida Halberstama, Waltera Lafebera, Stephena Ambrose’a, George’a McGoverna i Roberta A. Rosenstone. Stone napisał też swoją pierwszą powieść A Child's Night Dream (1997), opartą na jego doświadczeniach i czasie spędzonym z młodzieżą, wydaną przez St. Martin’s Press.

## Życie prywatne
22 maja 1971 poślubił Najwę Sarkis, jednak 10 maja 1977 rozwiódł się. 6 czerwca 1981 ożenił się z Elizabeth Stone. Mają dwóch synów: Seana (ur. 29 grudnia 1984) i Michaela Jacka (ur. 1991). 7 stycznia 1993 doszło do rozwodu. 16 stycznia 1996 poślubił Sun-jung Jung, z którą ma córkę Tarę Chong (ur. 3 listopada 1995).

## Kontrowersje
W swoich wypowiedziach publicznych wyrażał się z uznaniem o Fidelu Castro, Hugo Chávezie i Władimirze Putinie, powielał tezy rosyjskiej propagandy dotyczące m.in. wojny na Ukrainie. Po wydarzeniach Euromajdanu w 2014 roku spotkał się w Moskwie z obalonym prezydentem Wiktorem Janukowyczem, a o wywołanie przewrotu na Ukrainie obarczył winą działających tam agentów CIA. W trakcie trwania pandemii COVID-19 w 2020 roku przyjął w Rosji szczepionkę Sputnik V.
Usprawiedliwiał rosyjską agresję na Ukrainę w 2022 roku, która według niego została sprowokowana konfrontacyjną polityką Stanów Zjednoczonych i NATO.

## Filmografia

### Aktor
- 1971 The Battle of Love’s Return
- 1981 Ręka
- 1987 Wall Street
- 1989 Urodzony 4 lipca
- 1993 Dzikie palmy
- 1999 Męska gra
- 2003 Unseen + Untold: Scarface
- 2005 Make Your Own Damn Movie!

Torrente 3: El protector

### Montażysta
- 1974 Seizure

### Producent
- 1973 Słodkie ciasteczka
- 1986 Salwador
- 1989 Urodzony 4 lipca
- 1990 Zimna stal
- 1990 Druga prawda
- 1991 JFK
- 1992 Dzielnica
- 1993 Pomiędzy niebem i ziemią
- 1994 The New Age
- 1995 Nixon
- 1996 Spojrzenie mordercy
- 1996 Skandalista Larry Flynt
- 1998 Wybawca
- 2003 Comandante
- 2004 Aleksander
- 2006 World Trade Center
- 2008 W.

### Producent wykonawczy
- 1967 Nieugięty Luke
- 1991 Żelazny labirynt
- 1992 Kolor Miłości
- 1993 Klub szczęścia

Dzikie palmy
- 1995 Świadek oskarżenia
- 1996 Dziennik mordercy

Spojrzenie mordercy
- 1997 Chłód serca
- 1998 The Last Days of Kennedy and King
- 1999 Męska gra

W szponach korupcji
- 2001 Zamach na Reagana
- 2007 Son of the Morning Star

### Reżyser
- 1971 Last Year in Viet Nam
- 1974 Seizure
- 1979 Mad Man of Martinique
- 1981 Ręka
- 1986 Salwador

Pluton
- 1987 Wall Street
- 1988 Rozmowy radiowe
- 1989 Urodzony 4 lipca
- 1991 The Doors

JFK
- 1993 Pomiędzy niebem i ziemią
- 1994 Urodzeni mordercy
- 1995 Nixon
- 1997 Droga przez piekło
- 1999 Męska gra
- 2003 Comandante

Persona non grata
- 2004 Aleksander

Looking for Fidel
- 2006 World Trade Center
- 2008 W.
- 2010 Wall Street: Pieniądz nie śpi
- 2012 Savages: Ponad bezprawiem
- 2016 Snowden

### Scenarzysta
- 1974 Seizure
- 1978 Midnight Express
- 1981 Ręka
- 1982 Conan Barbarzyńca
- 1983 Człowiek z blizną
- 1985 Rok smoka
- 1986 Salwador

Pluton
Śmierć na wiele sposobów
- 1987 Wall Street
- 1988 Rozmowy radiowe
- 1989 Urodzony 4 lipca
- 1991 JFK

Drzwi
- 1993 Pomiędzy niebem i ziemią
- 1995 Nixon
- 1996 Evita
- 1997 Droga przez piekło
- 1999 Męska gra
- 2003 Comandante
- 2003 Persona non grata
- 2004 Aleksander
- 2016 Snowden

### Operator filmowy
- 1970 Street Scenes

## Nagrody
- Nagroda Akademii Filmowej
  - Najlepszy scenariusz adaptowany: 1979 Midnight Express
  - Najlepszy reżyser: 1987 Pluton
  - 1990 Urodzony 4 lipca
- Złoty Glob
  - Najlepszy scenariusz: 1979 Midnight Express
  - Najlepszy reżyser: 1987 Pluton
  - 1990 Urodzony 4 lipca
  - 1992 JFK
- Nagroda BAFTA Najlepszy reżyser: 1988 Pluton
- Nagroda na MFF w Berlinie
  - Srebrny Niedźwiedź
  - dla najlepszego reżysera: 1987 Pluton
  - Honorowy Złoty Niedźwiedź: 1990